# کمال‌پور موسی
کمال‌پور موسی (به انگلیسی: Kamalpur Musa) یک منطقهٔ مسکونی در پاکستان است که در ناحیه اتک واقع شده‌است. کمال‌پور موسی ۳۱۴ متر بالاتر از سطح دریا واقع شده‌است.